# こどもの文化

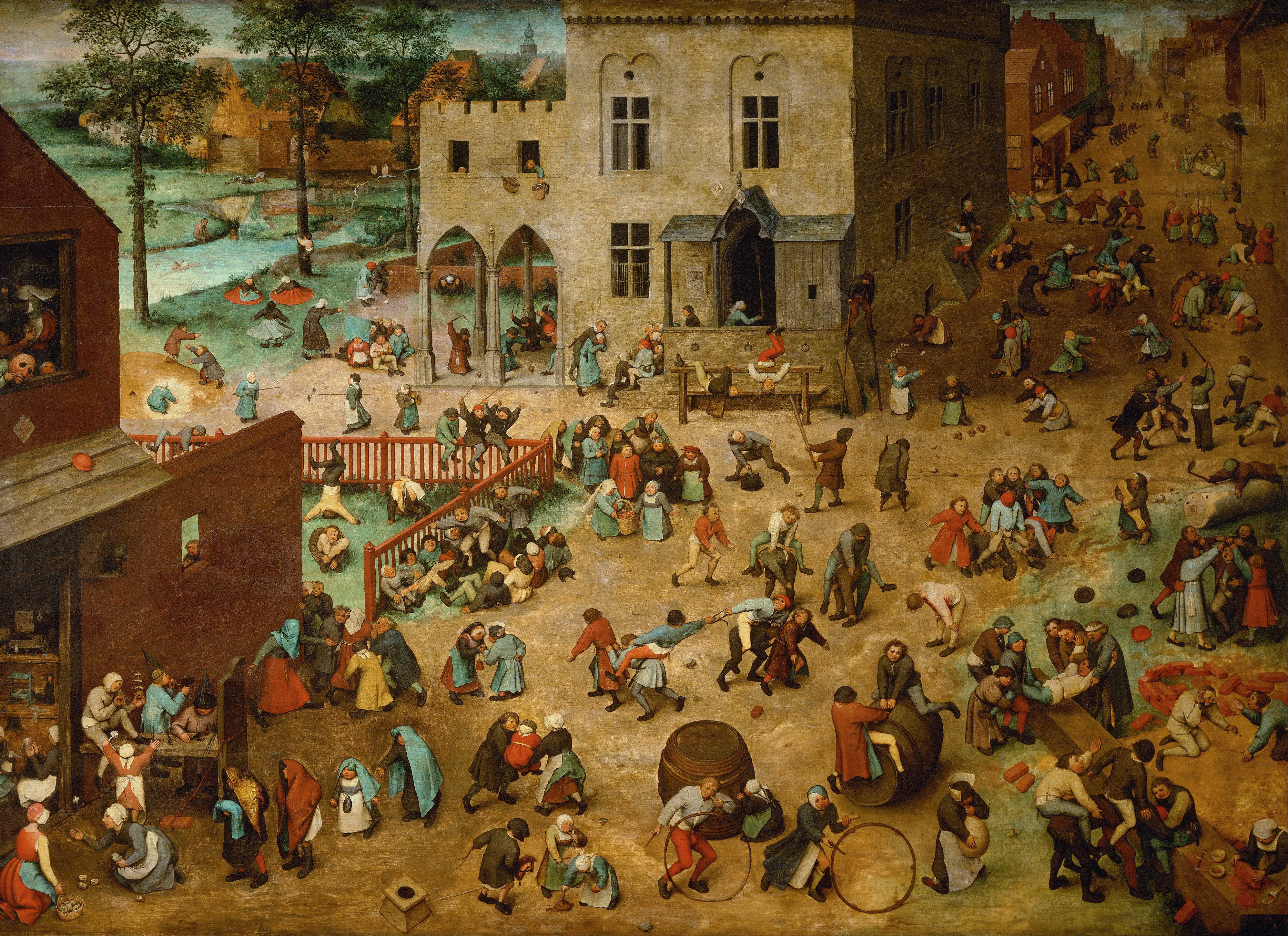
ピーテル・ブリューゲル『子供の遊戯』1560年

こどもの文化（こどものぶんか）は、子供の遊びや行事を通じて形成される子供独自の文化である。
未就学あるいは義務教育段階である子供が、子供ら独自で、あるいは保護者や教師をはじめとする大人からの示唆や指導を受けながら形成し、その多くは以下に挙げるような、子供の形成過程で使われるさまざまな道具（おもちゃ）により、創造性、想像力など脳の発達と共に、文化的意味合いを持つものだと指摘できる。

## 遊びの分類
フランスの思想家、ロジェ・カイヨワはヨハン・ホイジンガの著書「ホモ・ルーデンス」に影響を受け、「遊びと人間」を執筆した。その中でカイヨワは遊びを次の4つ要素に分類している。
アゴーン（競争）
運動や格闘技、子供のかけっこ
アレア（偶然）
くじ、じゃんけん、賭け事
ミミクリ（模倣）
演劇、物真似、ままごと
イリンクス（めまい）
メリーゴーランド、ブランコ
テレビゲームによって様々な遊びが仮想空間で行われるようになった。RPGも見方を変えれば上りを目指す双六の様なものであり、種々のシューティングゲームも射的といえる。

## 遊具
公園でよく見かける遊具
ブランコ、すべり台、ジャングルジム、鉄棒、砂場、築山、シーソー、箱ブランコ、ロディ、雲梯、のぼり棒、回旋塔

## 遊び

### 日本

#### 伝統的
- 曲芸
  - 竹馬、お手玉、こま（手乗り独楽・叩き独楽）、凧揚げ、剣玉（けんだま）、水切り、釘刺し
- 競技
  - ゴムとび、縄跳び、馬跳び、羽根突き、相撲
  - 射的 - ぱちんこ（スリングショット）、ゴム鉄砲、吹き矢、空気鉄砲
- 賭け事
  - おはじき、ビー玉、めんこ、ベーゴマ
- 創造
  - 折り紙、お絵かき、塗り絵、泥だんご（泥遊び）、粘土遊び、リリアン、プラモデル、竹とんぼ
- 札遊び
  - かるた、花札、絵合わせ（百人一首）
- 陣取り・島取り
  - Sケン、ひまわり
- 上り・双六
  - グリコ、石蹴り
- 選別・対戦・勝負
  - はないちもんめ、馬乗り、じゃんけん、うらおもて（グーパー）、あっち向いてホイ、かごめかごめ、棒倒し、山崩し、ドンジャンケンポン
- 鬼（鬼ごっこ）
  - ケイドロ（ドロケイ、探どろ）、缶けり、ポコペン、だるまさんがころんだ、かくれんぼ、高鬼、いろ鬼
- ボール遊び
  - ろくむし、しけい、天丁（てんちょ）、四天（してん）
- ごっこ遊び
  - ままごと、電車ごっこ、忍者ごっこ、ちゃんばらごっこ、探偵ごっこ、お人形さんごっこ、変身ごっこ
- 手遊び（手を用いた遊び）
  - 綾取り（あやとり）、せっせっせ、影絵、指相撲
- 言葉遊び
  - 早口言葉、しりとり
- 笑い
  - 福笑い、くすぐり、にらめっこ
- 自然
  - 川遊び、磯遊び、砂遊び、山歩き
  - 木登り、花摘み、昆虫採集（亀、トカゲ、サワガニ、清水蟹、ヘビなどの小動物の採取）、釣り（魚釣り、ザリガニ釣り）、探検（下水道、廃工場、資材置き場）、基地作り
- 春
  - つくし採り、山菜取り、笹舟、草笛
- 夏
  - 海水浴、花火、潮干狩り、肝試し、怪談話
- 秋
  - たき火、銀杏採り、各種秋の味覚狩り
- 冬・雪
  - おしくらまんじゅう、かまくら、雪合戦、雪だるま
  - スキー、スケート、そり
- 散策
  - 縁日、駄菓子屋、お祭り
- 汚れる
  - 泥遊び、絵の具遊び（ボディペイントなど）
- その他
  - 亀の子、靴隠し、シャボン玉、缶下駄、草そり、ケンケンパ（ホップスコッチ）、鞠つき、しむし、もった、せいばっく、がんばこ

#### 近代的
- 知的遊戯
  - ボードゲーム
    - 双六（すごろく）
      - 人生ゲーム

    - 戦争・陣取り
      - 将棋、軍人将棋
      - 囲碁、オセロ
      - 五目並べ、三目並べ（まるばつ）

    - 地雷戦
      - 魚雷戦ゲーム

    - スポーツ
      - 野球盤、サッカー盤
- 学校・球技
  - 枕投げ、一輪車
  - 野球（三角ベース、キックベース、ゴロベース、はさみ鬼）、ソフトボール、サッカー（フットサル）、バスケットボール（ストリートバスケ、3on3）、ドッジボール
- アーケード
  - テレビゲーム、ゲームセンター
  - プリクラ、シール（遊び）

### 世界的
- 競技・曲芸
  - スケートボード、ローラーブレード、ローラースケート、キックボード、自転車、一輪車、三輪車
  - 縄とび、ヨーヨー、フラフープ、ホッピング
  - 球技
    - ハンドベースボール、キックベースボール、ラケットベースボール、ドッジボール、バドミントン
    - スーパーボール
- 射的
  - モデルガン、水鉄砲、銀玉鉄砲
- 創造
  - プラモデル、紙飛行機、ろう石
- 手遊び（手を用いた遊び）
  - 綾取り（あやとり）、せっせっせ、影絵
- ごっこ（模倣）
  - 人形ごっこ
- スリル
  - 水風船、花火、癇癪玉（クラッカーボール）、爆竹
- 選別・対戦・勝負
  - ハンカチ落とし、フルーツバスケット、椅子取りゲーム、お山の大将
- 知的ゲーム
  - 組み合わせ
    - 積み木、ブロック、電子ブロック

  - ボードゲーム
    - 双六
      - 人生ゲーム、バックギャモン（西洋双六）、バンカース

    - 戦争・陣取り
      - 将棋、チェス
      - 囲碁、オセロ
      - 目並べ、まるばつ

    - 地雷戦
      - ランドマインゲーム

  - カードゲーム
    - トランプ、UNO

## その他子供を対象にしたもの
- 児童文学、絵本
- わらべ歌、紙芝居

## その他
- 空き地
- 遊び場
- 道草[2]
- お遊戯

## 行事
- 1月 - お正月、書き初め、左義長（どんどん焼き、どんど焼き）、鏡開き
- 2月 - 豆まき
- 3月 - 雛まつり、卒業
- 4月 - 入学、始業式
- 5月 - こどもの日、端午の節句
- 7月 - 七夕
- 8月 - 夏休み、林間学校、臨海学校、盆踊り、地蔵盆
- 9月 - 月見、お彼岸
- 10月 - 運動会
- 11月 - 七五三、音楽会
- 12月 - 冬休み
- 時期不定 - 文化祭、自然学校、修学旅行、その他各学校・地域ごとの行事

## 関連施設
- わらべ館（鳥取県鳥取市）
- 科学館